# Zygothrica vietnamensis
Zygothrica vietnamensis är en tvåvingeart som beskrevs av David Grimaldi 1990. Zygothrica vietnamensis ingår i släktet Zygothrica och familjen daggflugor.
Artens utbredningsområde är Vietnam. Inga underarter finns listade i Catalogue of Life.